# Tiroler Freiheitsbrief
Der Tiroler Freiheitsbrief vom 28. Jänner 1342 ist eine Urkunde und gilt als Zeichen für die frühe parlamentarische Entwicklung Tirols unter Einbeziehung des Bauernstandes.
Der Wittelsbacher Ludwig V. hatte am 10. Februar 1342 in Meran in Anwesenheit seines Vaters  Kaiser Ludwig IV. die Gräfin Margarete von Tirol geheiratet, die von ihrem luxemburgischen Gatten, Johann Heinrich von Luxemburg noch nicht geschieden war, um Tirol für die Wittelsbacher zu erwerben. Margarete hatte im November 1341 ihren Luxemburgischen Gemahl Johann Heinrich aus Tirol vertrieben. Aus politischen Gründen erkannte Papst Clemens VI. aber die Ungültigkeit der ersten Ehe nicht an. Darüber hinaus waren Margarete und Ludwig auch noch im dritten Grad verwandt. Aus diesen Gründen wurden sie gebannt sowie ein Interdikt über das Land Tirol verhängt. Ludwig setzte sich dennoch gegen den Widerstand des einheimischen Adels und der Bischöfe von Brixen und Trient als Regent in Tirol durch. Im so genannten Großen Tiroler Freiheitsbrief bestätigten Ludwig und sein Vater in München den Tirolern ihre Rechte und Freiheiten.
Der Text der Urkunde lautet (in heutigem Deutsch):

„Wir, Ludwig von Gottes Gnaden Markgraf von Brandenburg, Pfalzgraf bei Rhein, Herzog von Bayern und des heiligen Römischen Reiches oberster Kämmerer bekennen allen denen, die diesen Brief sehen, hören oder lesen, dass wir verheißen, dass alle Gotteshäuser, geistlich und weltlich, alle Städte, Dörfer und Märkte und auch alle Leute, edel und unedel, reich und arm, wie sie auch heißen und wo sie sich auch befinden in der Grafschaft Tirol alle ihre Rechte behalten sollen, die sie durch Urkunden bezeugen können und sie nach alter Gewohnheit hergekommen sind von früheren Herrschaften: Von den hochgeborenen Herren Herzog Meinhard und seinen Söhnen, von König Johann von Böhmen, aus der Zeit, in der er als Vormund seines Sohnes Graf Johann die Herrschaft in Tirol innehatte, und auch von demselben Grafen Johann, dem Sohn des vorgenannten Königs von Böhmen und auch von der edlen Fürstin Frau Margarete, Herzogin von Kärnten und Gräfin von Tirol und Görz, unserer lieben „Wirtin“. Dasselbe gilt für die Urkunden, die unser lieber Herr und Vater Kaiser Ludwig von Rom oder auch Wir über die vorher beschriebenen Angelegenheiten gegeben haben oder noch geben werden. Die Amtleute, die dazugehören und belehnt sind, sollen bei ihren Rechten bleiben. Auch sollen Wir keine außergewöhnliche Steuer auferlegen ohne den Rat der Landleute. Wir versprechen auch, dass wir keine Feste, die zur Herrschaft Tirol gehört, mit Fremden oder Ausländern besetzen werden. Wir werden die Grafschaft Tirol nach dem Rat der Besten im Land regieren und das Recht des Lande nach ihrem Rat verbessern und nicht verschlechtern. Wir versprechen auch, dass wir die vorgenannte Frau Margarete, unsere liebe Gemahlin, nicht gegen ihren Willen außer Landes führen werden […] Der Brief ist gegeben zu München am Montag vor dem Maria Lichtmesstag, mit unserem Siegel besiegelt, das daran hängt. 1342 Jahre nach Christi Geburt.“

Die zwei erhaltenen und im Textteil identischen Originale des Freiheitsbriefes werden im Bayerischen Staatsarchiv in München sowie im Landschaftlichen Archiv in Innsbruck aufbewahrt. Unterschiedlich sind aber die Empfängeradressen: Das in München verwahrte Exemplar ist an „alle Gotteshäuser, Geistliche und Weltliche, alle Städte, Dörfer und Märkte und auch alle Leute, edel und unedel, reich und arm, wie die geheißen oder wo die gelegen oder gesessen sind in der Grafschaft Tirol“ gerichtet, die in Innsbruck aufbewahrte Urkunde richtet sich nur an „alle Gotteshäuser und alle edlen Leute, die in der Grafschaft zu Tirol gesessen sind“. Die am gleichen Tag ausgestellte Bestätigung und Garantieerklärung durch Kaiser Ludwig IV. ist in drei Exemplaren erhalten, auch diese unterscheiden sich in ähnlicher Weise in den Empfängeradressierungen. In der ersten Variante gilt der Freiheitsbrief als eine allen sozialen Ständen und Einwohnern verbürgte „magna charta libertatum“, nach neueren Forschungen ist diese Variante aber nie in die Hände der Tiroler Landschaft gekommen. Die unterschiedlichen Adressierungen können als Mittel politischer Taktik verstanden werden, durch welche die Wünsche möglicher Empfänger befriedigt werden sollte und dessen hauptsächliche Nutznießer der Tirolische Adel war, so dass eine abschließende Bewertung offenbleiben muss.